# ساویون
ساویون (به لاتین: Savyon) یک منطقهٔ مسکونی در اسرائیل است که در استان مرکز واقع شده‌است.